# Liste der Rektoren der Universität Lettlands

Heutiges Logo der Universität

Die Liste der Rektoren der Universität Lettlands führt alle Personen auf, die das Amt des Rektors der Hochschule Lettlands, Universität Lettlands, Staatsuniversität Lettlands, Universität in Riga, und Pēteris-Stučka-Staatsuniversität Lettlands ausgeübt haben.

## Hochschule Lettlands (1919–1923)
- Paul Walden (1919)
- Ernests Felsbergs (1920–1922)
- Eižens Laube (1922)

## Universität Lettlands (1923–1940)
- Ernests Felsbergs (1922–1923)
- Jānis Ruberts (1923–1925)
- Augusts Tentelis (1925–1927)
- Mārtiņš Zīle (1927–1929)
- Augusts Tentelis (1929–1931)
- Mārtiņš Bīmanis (1931–1933)
- Jūlijs Auškāps (1933–1937)
- Mārtiņš Prīmanis (1937–1940)

## Staatsuniversität Lettlands (1940–1941)
- Jānis Paškēvičs (1940–1941)
- Jānis Jurgens (1941)

## Universität in Riga (1942–1944)
- Mārtiņš Prīmanis (1942–1944)

## Staatsuniversität Lettlands (1944–1958)
- Vilhelms Burkēvics (1944)
- Matvejs Kadeks (1944–1949)
- Jānis Jurgens (1949–1958)

## Pēteris-Stučka-Staatsuniversität Lettlands (1958–1990)
- Jānis Jurgens (1958–1962)
- Valentīns Šteinbergs (1962–1970)
- Visvaris Millers (1970–1987)
- Juris Zaķis (1987–1990)

## Universität Lettlands (seit 1990)
- Juris Zaķis (1990–2000)
- Ivars Lācis (2000–2007)
- Mārcis Auziņš (2007–2015)
- Indriķis Muižnieks (seit 2015)